# Strasbourg (chanson)
Pour les articles homonymes, voir Strasbourg (homonymie).
 (août 2025).
Motif : Aucune source et presque aucun contenu dans l’article depuis 2009. Un seul interwiki guère mieux sourcé.
- Archive Wikiwix
- Bing
- Cairn
- DuckDuckGo
- E. Universalis
- Gallica
- Google
- G. Books
- G. News
- G. Scholar
- Persée
- Qwant
- (zh) Baidu
- (ru) Yandex
- (wd) trouver des œuvres sur Wikidata

| 1. | Préciser le motif de la pose du bandeau. | Précisez le motif de la pose du bandeau en utilisant la syntaxe suivante : {{admissibilité à vérifier\|date=août 2025\|motif=remplacez ce texte par le motif}}                            |
| 2. | Informer les utilisateurs concernés.     | Pensez à avertir le créateur de l'article, par exemple, en insérant le code ci-dessous sur sa page de discussion : {{subst:avertissement admissibilité à vérifier\|Strasbourg (chanson)}} |

Strasbourg est une chanson écrite et interprétée par le groupe de rock anglais The Rakes.
Elle fait partie de l'album Capture/Release, sorti en août 2005, et dure 2 minutes 30.
Elle est présente dans le jeu FIFA 06 et dans une publicité pour la PlayStation Portable (en 2010).